# Depotübertrag
Ein Depotübertrag ist die Übertragung von Wertpapieren von einem Wertpapierdepot in ein anderes. Der Ablauf unterscheidet sich, je nachdem, ob beide Depots beim selben oder bei unterschiedlichen Kreditinstituten geführt werden. Die Übertragung eines Depots erfolgt heute weitgehend elektronisch. Die Wertpapiere sind als Globalurkunden hinterlegt, die von Zentralverwahrern physisch aufbewahrt werden. Der Übertrag der Wertpapiere erfolgt dadurch, dass die Papiere im einen Depot aus- und im anderen eingebucht werden, ohne dass effektive Stücke physisch bewegt werden, wobei die Regelungen des Depotgesetzes, insbesondere § 13 DepotG zu beachten sind.

## Steuerliche Behandlung in Deutschland
Seit der Einführung der Abgeltungsteuer ist die Durchführung eines Depotübertrages aufwändiger geworden. Da bei der Ermittlung der Abgeltungsteuer auch Kursgewinne besteuert werden, ist es notwendig, die Informationen über den Kauftag und den Kaufkurs von der übertragenden Bank auf die Empfängerbank weiterzuleiten. Bei der Übertragung des ganzen Depots sind auch die bestehenden Töpfe zur Verlustverrechnung mitzuübertragen.
Steuerlich sind zwei Sachverhalte zu unterscheiden: Erfolgt der Depotübertrag auf ein Depot derselben Person, so übernimmt die Empfängerbank die Steuerdaten (§ 43a Abs. 2 Satz 3 EStG). Steuerlich ändert sich nichts. Erfolgt der Übertrag an eine andere Person, so unterstellt der Gesetzgeber nach § 43 Abs. 1 S. 4 EStG einen Verkauf, der Steuerpflicht bezüglich des Gewinns auslösen würde. Um dies zu verhindern, kann der Depotinhaber der Bank gegenüber angeben, der Übertrag sei ohne Zahlung erfolgt. Dann übernimmt der neue Depotinhaber die Wertpapiere mit den bestehenden Steuerdaten (§ 43 Abs. 1 S. 5 EStG).
Um einen Missbrauch zu verhindern, ist die Bank verpflichtet, die Finanzbehörden zu informieren, dass ein Übertrag erfolgte, bei dem der Kunde angibt, es sei ohne Zahlung erfolgt § 43 Abs. 1 S. 6 EStG. Damit wird gewährleistet, dass die Finanzverwaltung über Sachverhalte, die die Erbschaft- und Schenkungsteuer betreffen, Kenntnis erlangt.

## Kosten des Depotübertrages
Für den Depotübertrag darf eine Bank in Deutschland nach der Rechtsprechung des BGH nur Fremdgebühren weiterreichen (etwa der Lagerstelle), weil sie damit der gesetzlichen Pflicht zur Herausgabe der von ihr lediglich verwahrten Wertpapiere nachkommt. Dabei spielt es keine Rolle, ob der Gesamtbestand im Rahmen einer Depotschließung oder nur Teilbestände unter Weiterführung des Depots übertragen werden.